# 德旺土家族苗族乡
德旺土家族苗族乡是中华人民共和国贵州省铜仁市江口县下辖的一个民族乡。

## 行政区划
德旺土家族苗族乡下辖以下村级行政区划单位：
德旺社区、德旺村、清溪村、坝梅村、净河村、交界村和茶寨村。